# Burruyacú megye
Burruyacú egy megye Argentína északnyugati részén, Tucumán tartományban. Székhelye Burruyacú.

## Népesség
A megye népessége a közelmúltban a következőképpen változott:
| Év   | Lakosság |
| ---- | -------- |
| 2001 | 32 916   |
| 2010 | 36 951   |